# Чёртово озеро (Чехия)
Чёртово озеро — озеро естественного происхождения на территории Чехии, расположено неподалёку от города Железна-Руда.
Это ледниковое озеро, образовавшееся в последнюю ледниковую эпоху, оно имеет овальную форму. Озеро окружено хвойным лесом. Простирается примерно на 445 метров в длину. Его наибольшая ширина 300 метров. Площадь составляет 10,3 га, объём воды 857 000 м³ с максимальной глубиной около 36 м.

## Водный режим
Питание водой обеспечивают осадки и два притока. Из озера также вытекает ручей, который относится к бассейну реки Ржезна. Таким образом, это единственное из шумавских ледниковых озёр, которое относится к бассейну Дуная. В период с декабря по январь озеро замерзает слоем льда толщиной до 75 см.

## Охрана природы
Защитить территорию Чертова озера и соседнего Чёрного озера решили в 1911 году владелец земли Вильгельм Гогенцоллернский по инициативе немецкого ботаника доктора Гуго Конвенца. 1933 году озёра стали частью национальной природной резервации Чёрное и Чертово озеро площадью 208,46 гектара.

## Флора и фауна Озеро
Озеро является олиготрофным. В фитопланктоне представлены броняки Peridinium umbonatum и Gymnodinium uberrimum, а также золотистый водоросль Dinobryon pediforme

## Доступ
Озеро доступно круглый год.